# John Hoyte
John Barr Clark Hoyte (London?, 1835. december 22. – Sydney, 1913. február 21.) új-zélandi festőművész, tanár.

## Élete
Apja, Samuel Hoyte földbirtokos volt. 1856 és 1859 között Guyana Demerara vidékén dolgozott ültetvényesként. Ezután visszatért Angliába, 1860 januárjában Leamington városában, Warwickshire, feleségül vette Rose Esther Elizabeth Parsonst, egy vaskereskedő lányát. Három hónappal később kivándoroltak Új-Zélandra a híres Egmont kivándorlóhajón, majd Aucklandben telepedtek le, ahol eleinte vámtisztviselőként dolgozott, majd középiskolai tanár lett. Rajzot is tanított, idővel maga is elkezdett vízfestményeket festeni. Festményeivel sikert aratott, így tájképfestőként utazgatni kezdett. Egyre fontosabb szerepet töltött be Auckland művészeti világában.
1876-ban előbb rövid időre Nelsonba, majd Dunedinbe költözött, ami akkor egyik virágkorát élte. Utazásának egyik oka az aucklandi művészvilágot megosztó viszály lehetett. Dunedinben rögtön csatlakozott az Otago Art Society művészeti társuláshoz, és idővel bekerült annak vezetőségébe. 1879-ben tovább költöztek Ausztráliába, ahol Sydney-ben telepedtek le. 1888-92 között a család Melbourneben élt, aztán visszatértek Sydneybe, és Hoyte itt alkotott tovább élete végéig.
Még 1879-ben, Új-Zéland elhagyása előtt elnyerte a Melbourne Society of Artists ezüstérmét. 1880-ban ő lett az elnöke az Art Society of New South Wales-nek. Bár Hoyte további 34 évet élt Ausztráliában és összesen csak 18 évet Új-Zélandon, úgy tűnik, élete végéig új-zélandi festőnek tartották. Idősebb korában már keveset festett, és kortársához, Charles Blomfieldhez hasonlóan, nem tudta elfogadni a festészet új művészeti áramlatait. Nekrológjában azt írták, hogy a brit gyarmatbirodalom természeti szépségeinek megörökítőjeként marad fenn az emlékezete.

## Művészete
Formális művészi képzésben valószínűleg nem részesült. Autodidakta módon követte a brit természet utáni rajzművészet és az akvarell hagyományait.
Új-Zélandon sokat utazott anyagot, élményt gyűjteni, és sokfelé ki is állította műveit eladás céljából. Művészete egyben folyamatos küzdelem is volt a létfenntartásért. Időnként megbízás alapján, sőt kereskedelmi, reklámcélokra is festett. 1866-ban egy kiállításán Whangarei, Coromandel, Auckland, Waikato, Wellington és Nelson térségét ábrázoló képeket mutatott be, bár valószínűleg nem minden alkotása készült természet után. Az 1870-es években minden nyáron utazott, újabb és újabb, természeti szépségekben gazdag helyszíneket keresett fel (Taranaki, Christchurch, az Arthur-hágó, a Banks-félsziget, Otago). 1877 elején körülhajózta a Déli-szigetet, felderítve művészete számára a fjordok vidékét is. Az új-zélandi témák később, ausztráliai évei alatt is sokat foglalkoztatták.

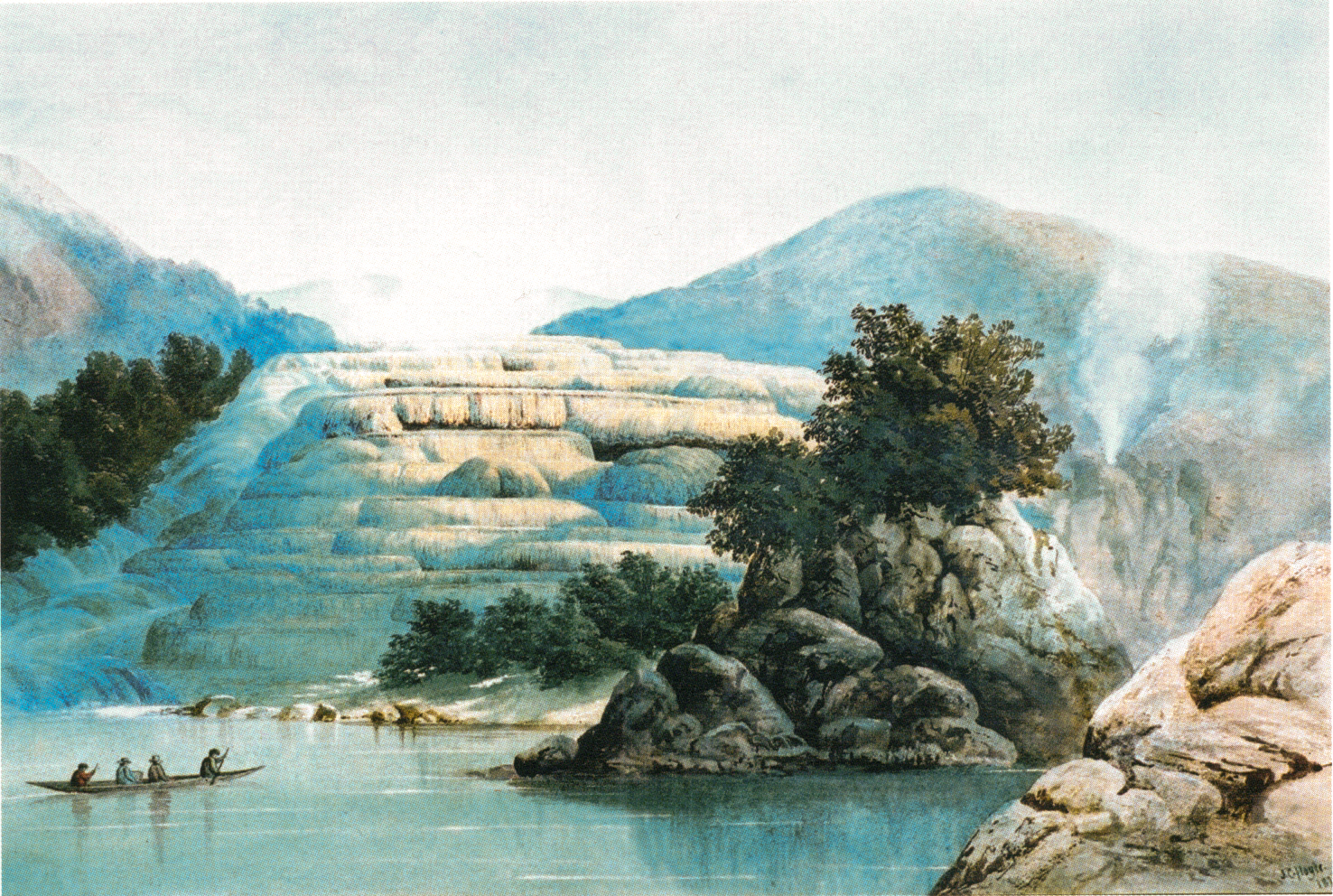
A Rózsaszín teraszok(wd)
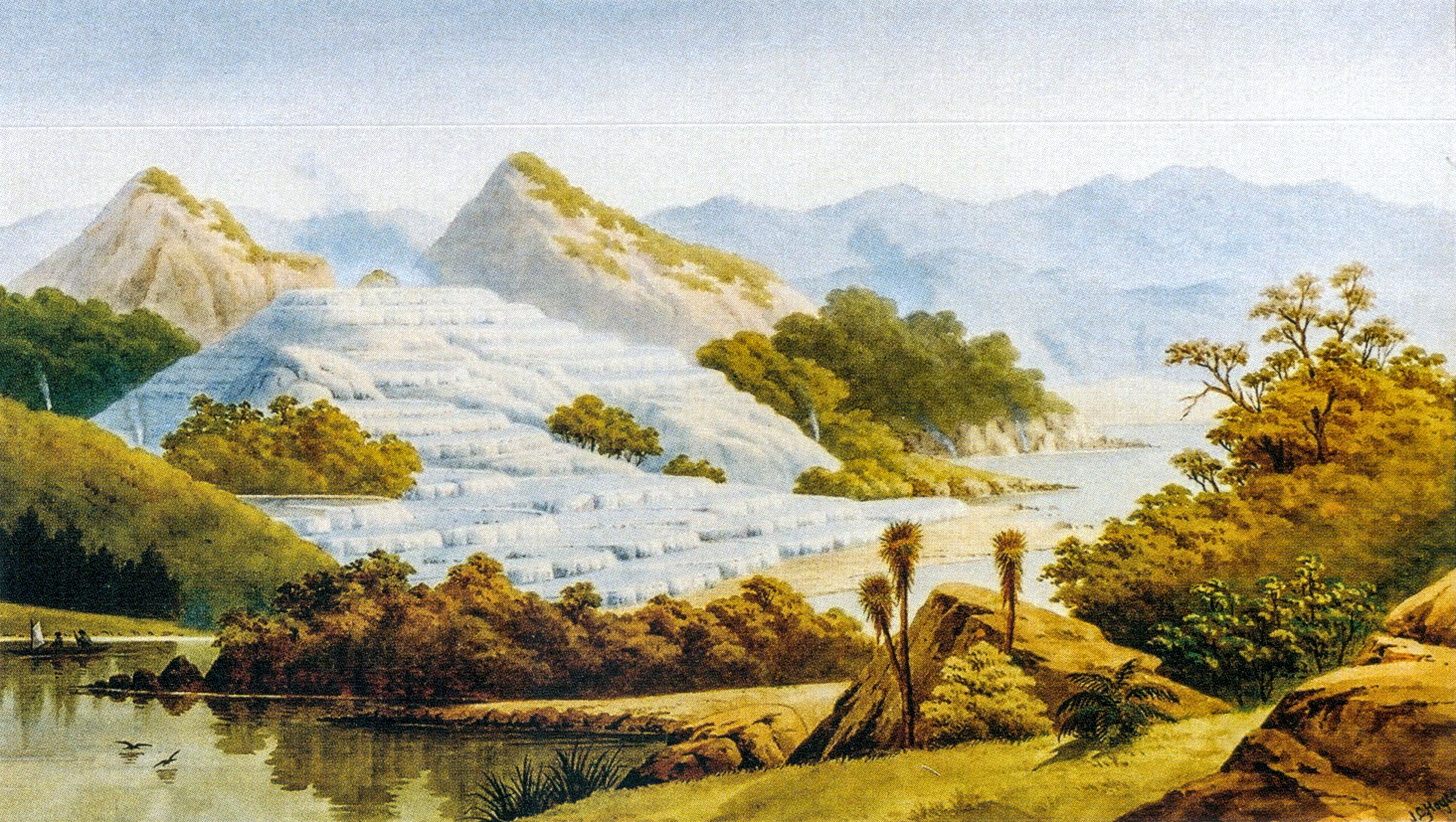
A Fehér teraszok
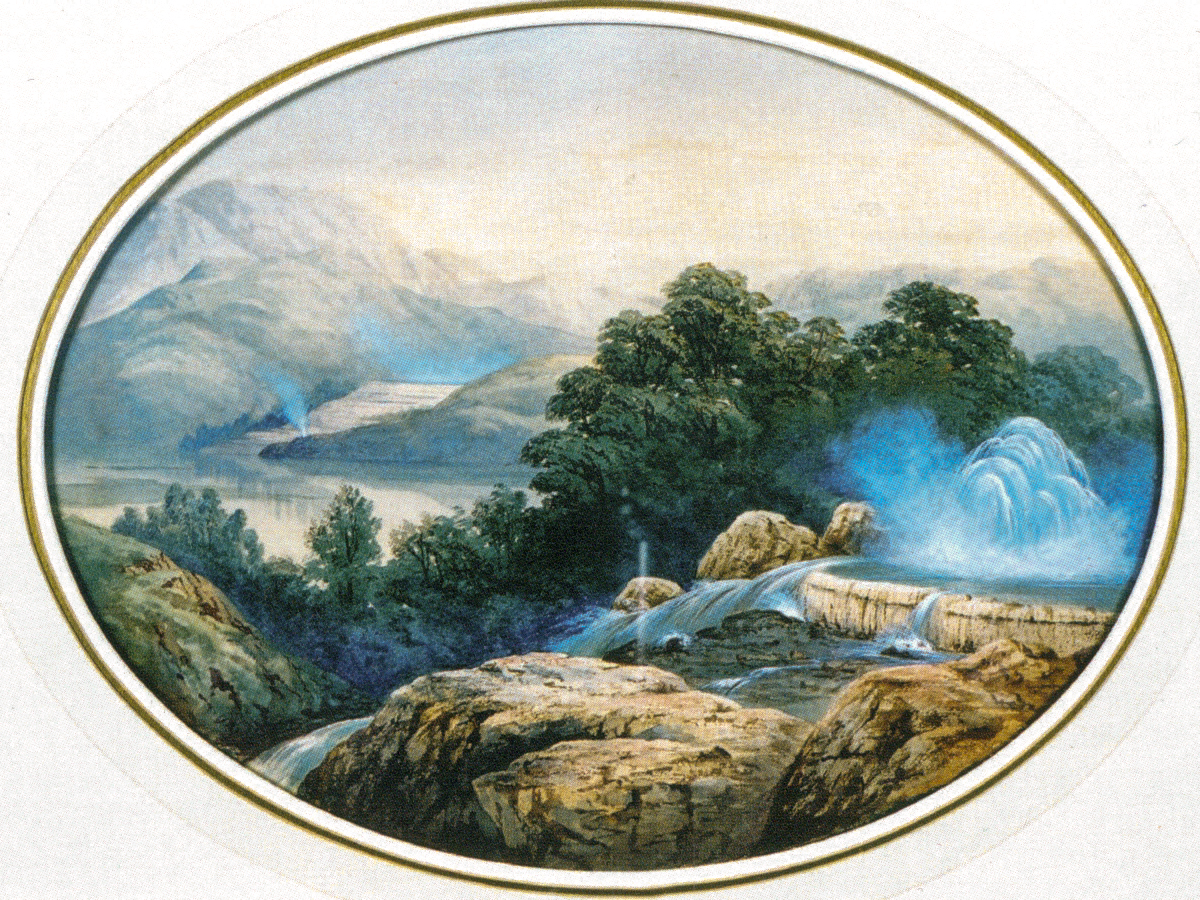
Koingo gejzír
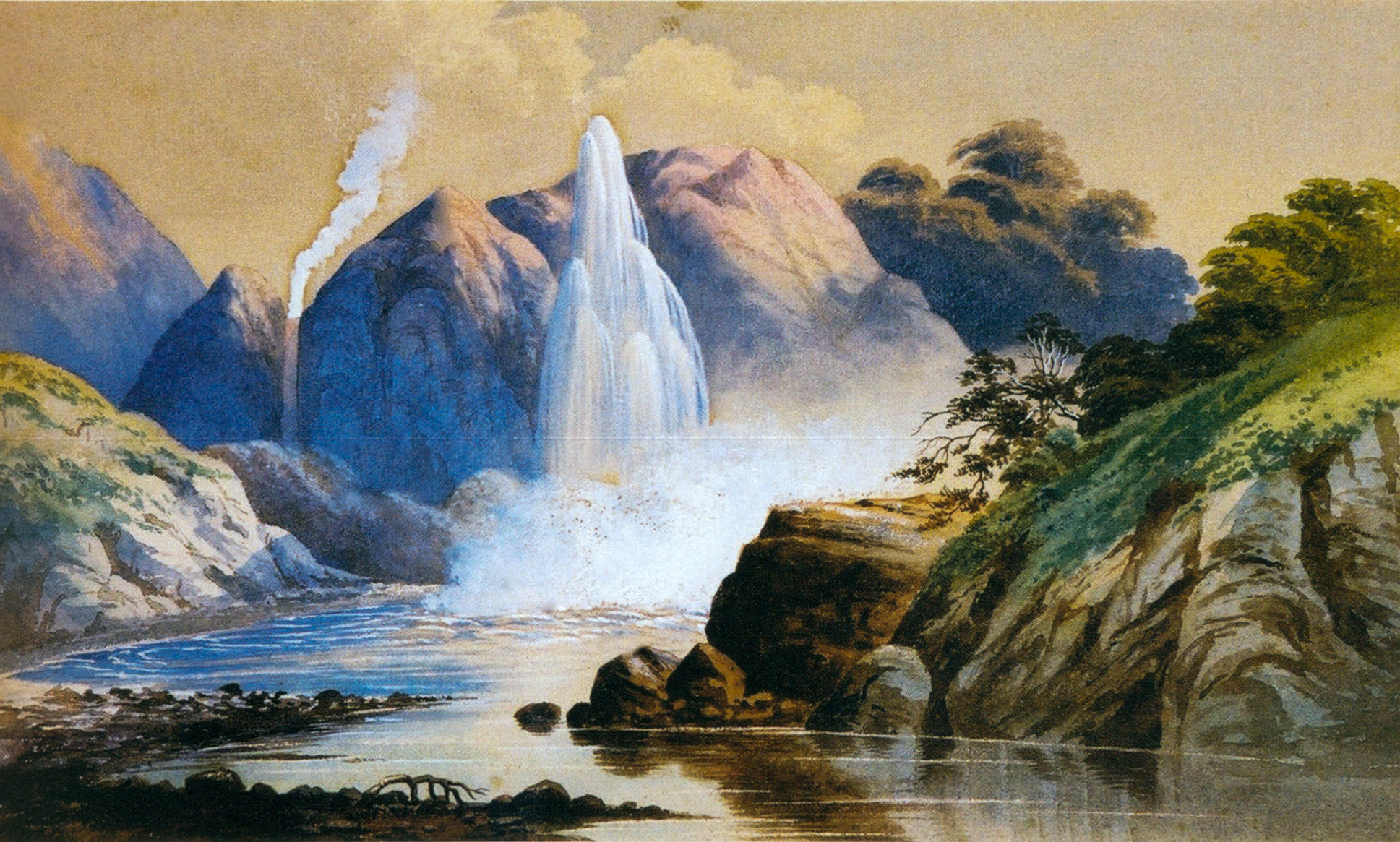
Whakamu gejzír